# Пасифик (Мисури)
Пасифик (енгл. Pacific) град је у америчкој савезној држави Мисури.

## Демографија
По попису из 2010. године број становника је 7.002, што је 1.52 (27,7%) становника више него 2000. године.
| Група             | 2000.         | 2010.         |
| Белци             | 5.142 (93,8%) | 6.118 (87,4%) |
| Афроамериканци    | 160 (2,9%)    | 590 (8,4%)    |
| Азијати           | 21 (0,4%)     | 35 (0,5%)     |
| Хиспаноамериканци | 59 (1,1%)     | 135 (1,9%)    |
| Укупно            | 5.482         | 7.002         |